# Martín (obispo de Segovia)
Martín (m. 12 de diciembre de 1264) fue un religioso castellano, clérigo regular de la Orden de Frailes Menores, que ocupó el cargo de obispo de Segovia entre 1289 y 1300.
| Predecesor: Raimundo de Losana | Obispo de Segovia 1260 - 1264 | Sucesor: Fernando Velázquez |